# أناتولي بيروف
أناتولي بيروف (12 أغسطس 1926 – 22 سبتمبر 2001) هو ملاكم من الاتحاد السوفيتي راحل، مثّل بلاده في الألعاب الأولمبية الصيفية 1952 وحقق الميدالية البرونزية في فئة الوزن الثقيل الخفيف.

## روابط خارجية
أناتولي بيروف على موقع أوليمبيديا (الإنجليزية)